# Friedrich von Heimburg (General)
Friedrich Otto Quintus von Heimburg (* 21. April 1839 in Hildesheim; † 1. Oktober 1906 in Berlin) war ein preußischer Generalleutnant.

## Leben

### Herkunft
Friedrich war ein Sohn des gleichnamigen hannoverischen Oberst und Kommandanten von Hildesheim Friedrich von Heimburg (1788–1862) und dessen zweiter Ehefrau Pauline, geborene Schädtler, verwitwete Lang (1805–1872). Sein Bruder Paul (1836–1913) wurde ebenfalls preußischer Generalleutnant.

### Militärkarriere
Nach dem Besuch der Gymnasien in Hannover und Hildesheim sowie dem Kadettenhaus in Hannover wurde Heimburg am 1. April 1857 als Kadett dem 5. Infanterie-Regiment der Hannoverschen Armee überwiesen. Bis Anfang Januar 1858 avancierte er zum Sekondeleutnant im 7. Infanterie-Regiment und stieg bis Ende September 1859 zum Premierleutnant auf, wofür er am 29. November 1859 das Patent erhielt. Als solcher nahm er 1866 am Krieg gegen Preußen teil. Nach dem verlorenen Krieg und der Annexion Hannovers trat Heimburg am 9. März 1867 als Premierleutnant in den Verband der Preußischen Armee über, wurde zunächst dem 2. Magdeburgischen Infanterie-Regiment Nr. 27 zugeteilt und Mitte Oktober 1867 in das Regiment einrangiert. Am 10. März 1870 stieg er zum Hauptmann und Kompaniechef auf. Während des Krieges gegen Frankreich war Heimburg vom 16. Juli 1870 bis zum 17. Juni 1871 zum II. Besatzungs-Bataillon des kombinierten Magdeburgischen Landwehr-Regiments kommandiert, nahm an der Belagerung von Toul teil und erhielt das Eiserne Kreuz II. Klasse. 
Nach dem Friedensschluss wurde Heimburg am 18. Juni 1871 zum Chef des 1. Kompanie ernannt und unter Beförderung zum Major am 23. März 1880 seinem Regiment überzählig aggregiert. Am 12. März 1881 erhielt er die älteste Hauptmannstelle des Regiments und rückte Mitte April 1883 zum etatmäßigen Stabsoffizier auf. Vom 15. November 1883 bis zum 13. Mai 1887 war er Kommandeur des II. Bataillons und wurde anschließend unter Beauftragung mit den Funktionen des etatmäßigen Stabsoffiziers in das Schleswig-Holsteinische Füsilier-Regiment Nr. 86 nach Flensburg versetzt. Heimburg avancierte am 17. Juni 1887 zum Oberstleutnant und etatmäßigen Stabsoffizier. Unter Beförderung zum Oberst erfolgte am 24. März 1890 seine Versetzung als Kommandeur des Schlesischen Füsilier-Regiments Nr. 38 nach Glatz. In dieser Eigenschaft erhielt er anlässlich des Ordensfestes im Januar 1893 den Kronen-Orden II. Klasse. Daran schloss sich unter Beförderung zum Generalmajor am 25. März 1893 eine Verwendung als Kommandeur der 36. Infanterie-Brigade in Rendsburg an. Heimburg erhielt am 20. Januar 1895 den Roten Adlerorden II. Klasse mit Eichenlaub und wurde am 13. Mai 1895 in Genehmigung seines Abschiedsgesuches mit der gesetzlichen Pension zur Disposition gestellt. Nach seiner Verabschiedung verlieh ihm Wilhelm II. aus Anlass des 100. Geburtstages von Kaiser Wilhelm I. am 22. März 1897 den Charakter als Generalleutnant.
Er starb am 1. Oktober 1906 in Berlin an einer Blinddarmentzündung und wurde in Hannover beigesetzt.

### Familie
Heimburg heiratete am 22. Juni 1869 in Aschersleben Marie Toerner (1848–1937). Die Ehe blieb kinderlos.